# Лоэр, Эндрю
Эндрю «Энди» Лоэр (англ. Andrew «Andy» Lauer; род. 19 июня 1965, Санта-Моника, Лос-Анджелес, США) — американский актёр, режиссёр и общественный деятель. Наиболее известен по одной из главных ролей в фильме «Крикуны» (1995).

## Биография
Родился в 1965 году в Лос-Анджелесе. В школе увлекался игрой в футбол. Окончил Университет Нью-Гэмпшира.

## Фильмография
| Год  |   | Русское название          | Оригинальное название      | Роль                          |
| ---- | - | ------------------------- | -------------------------- | ----------------------------- |
| 1989 | ф | На вторник не рассчитывай | Never On Tuesday           | Мэтт                          |
| 1989 | ф | Рождённый четвёртого июля | Born on the Fourth of July | ветеран войны во Вьетнаме     |
| 1991 | ф | Дорз                      | The Doors                  | студент                       |
| 1991 | ф | Необходимая жестокость    | Necessary Roughness        | Чарли Бэнкс                   |
| 1991 | ф | Для наших ребят           | For The Boys               | солдат на поле боя в Корее    |
| 1993 | с | Мэтлок                    | Matlock                    | Тодд МакКормик                |
| 1995 | ф | Крикуны                   | Screamers                  | рядовой Майкл «Ас» Джефферсон |
| 2000 | ф | Супершпион                | Gun Shy                    | Джейсон Кейн                  |
| 2005 | ф | Король затерянного мира   | King of the Lost World     | Стивен                        |
| 2013 | ф | Железный человек 3        | Iron Man Three             | технический специалист        |

## Режиссёрские работы
- 2005 — Между мирами / Intermedio